# Gideon Hard

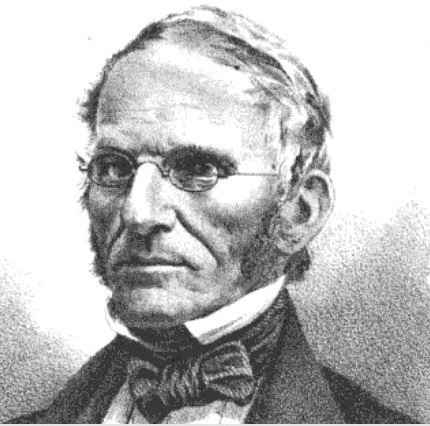
Gideon Hard (1871)

Gideon Hard (* 29. April 1797 in Arlington, Vermont; † 27. April 1885 in Albion, New York) war ein US-amerikanischer Politiker. Zwischen 1833 und 1837 vertrat er den Bundesstaat New York im US-Repräsentantenhaus.

## Werdegang
Im Jahr 1822 absolvierte Gideon Hard das Union College in Schenectady. Danach unterrichtete er für einige Zeit als Lehrer. Nach einem Jurastudium und seiner 1825 erfolgten Zulassung als Rechtsanwalt begann er in Newport, dem heutigen Albion, in diesem Beruf zu arbeiten. Politisch gehörte er zunächst der Anti-Masonic Party an. Dann schloss er sich der Bewegung gegen den späteren US-Präsidenten Andrew Jackson an und wurde Mitglied der kurzlebigen National Republican Party.
Bei den Kongresswahlen des Jahres 1832 wurde Hard im damals neu eingerichteten 33. Wahlbezirk von New York in das US-Repräsentantenhaus in Washington, D.C. gewählt, wo er am 4. März 1833 sein neues Mandat antrat. Nach einer Wiederwahl konnte er bis zum 3. März 1837 zwei Legislaturperioden im Kongress absolvieren. Diese waren von den Diskussionen um die Politik von Präsident Jackson bestimmt.
Zwischen 1841 und 1848 saß Hard im Senat von New York. Gleichzeitig war er Schulbeauftragter in Barre im Orleans County. In den Jahren 1849 und 1850 war er Kanalbeauftragter (Canal appraiser). Bis 1850 praktizierte er auch noch als Anwalt; von 1856 bis 1860 amtierte er als Bezirksrichter. Er starb am 27. April 1885 in Albion, wo er auch beigesetzt wurde.